# Polizeigebäude Rossauer Lände

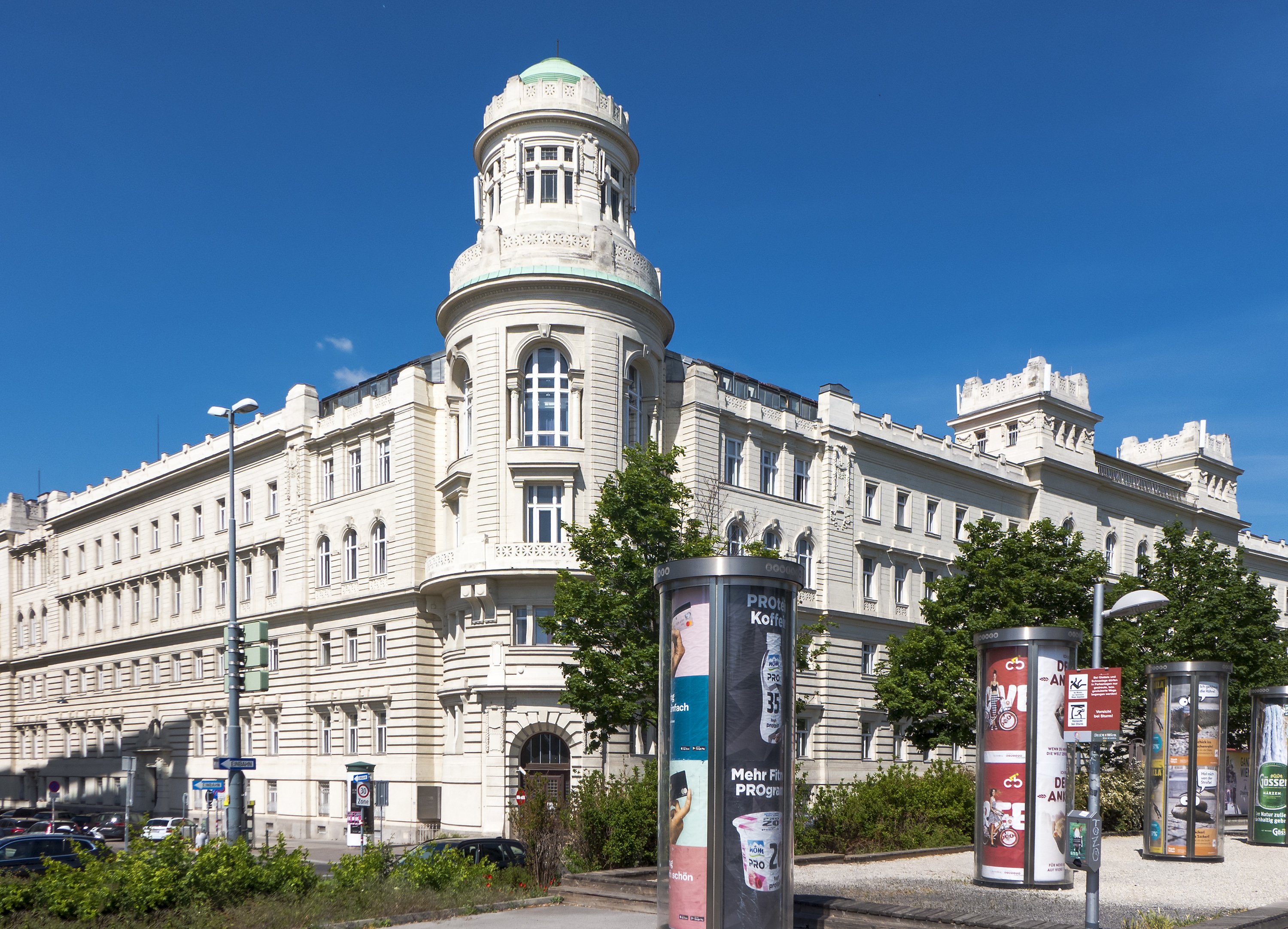
Ansicht des Polizeigebäudes, 2020

Polizeigebäude an der ehemaligen Elisabethpromenade am Donaukanal (ca. 1904)

Im Polizeigebäude Rossauer Lände im 9. Wiener Gemeindebezirk, Alsergrund, sind das Landeskriminalamt (LKA) Wien, ein Polizeianhaltezentrum und weitere Polizeidienststellen untergebracht. Seit 1. April 2003 steht das Gebäude unter Denkmalschutz (Listeneintrag). Bis 1999 wurde die namengebende Straße amtlich Roßauer Lände geschrieben.

## Vorgeschichte
Die Errichtung eines weiteren Polizeigebäudes in der Nähe der Polizeidirektion wurde von Polizeipräsident Wilhelm Marx von Marxberg 1874 im Antrag an den Innenminister gefordert, mit dem er auch den Ankauf des Gebäudes der Polizeidirektion am Schottenring 11 bezweckte. Obwohl der Antrag vom Kaiser genehmigt wurde, konnte der Bau eines neuen Gebäudes erst 30 Jahre später abgeschlossen werden. Es sollte sowohl das Polizeigefangenenhaus im ehemaligen Theobaldkloster als auch das Central-Polizeigefangenenhaus in der Sterngasse ablösen.
Auf Veranlassung des Ministeriums des Innern wurden von der Wiener Baugesellschaft und der Union-Baugesellschaft Vorentwürfe für einen Neubau ausgearbeitet, wobei allerdings die Standortfrage noch nicht geklärt war. Zur Auswahl standen im 9. Bezirk ein Areal zwischen der Liechtensteinstraße und der Porzellangasse sowie ein weiteres an der damaligen Elisabethpromenade / Ecke Berggasse. Wünschenswert wäre der Abbruch der Alser Kaserne und ein Neubau an deren Stelle, ebenfalls im 9. Bezirk, gewesen. Dieses Grundstück lag an der Alser Straße gegenüber dem Landesgericht für Strafsachen Wien, und das Polizeigebäude hätte mit diesem durch einen Verbindungsgang zum Gefangenentransport verbunden werden sollen.

## Projekt
Letztlich fiel die Entscheidung für das Areal an der Elisabethpromenade.
Die auf Grund der jahrzehntelangen Bauverzögerung angestellte Überlegung, nun auch die 1875 am nahen Schottenring eingerichtete k.k. Polizeidirektion selbst in den Neubau an der Elisabethpromenade zu integrieren, musste allerdings aus Kostengründen fallen gelassen werden. Das neue Gebäude wurde lediglich als Dependance der Polizeidirektion errichtet.

Außenansicht des Einzelzellentraktes (ca. 1904)

Vorgesehen war nun die Schaffung von Platz für
- einen Wohntrakt,
- Büroräumlichkeiten für die Polizei und
- das getrennt einzurichtende Zentral-Meldungs-Amt,
- eine Kaserne für die k.k. Sicherheitswache sowie
- ein Gefangenenhaus für 450 bis 500 Häftlinge, welches von außen nicht sichtbar sein durfte.

In die Planung wurde auch eine Verbindung zum gleichzeitig errichteten städtischen Schub- und Gefangenenhaus im Hofraum der angrenzenden Häuser Hahngasse 8 und 10 einbezogen.
Mit der Erstellung der Pläne für das Amtsgebäude wurde vom Ministerium die Dikasterial-Gebäude-Direktion befasst (als Dikasterien wurden Zentralbehörden bezeichnet), wo unter dem Vorsitz von Hofrat von Friebeis Karl Holzer, Moriz Kramsall und Alfred Keller erste Projektskizzen erarbeiteten. Als Planungsgrundlagen dienten unter anderem Besichtigungen von Neubauten ähnlicher Polizeigebäude im Deutschen Reich. Im Hochbau-Departement des Ministeriums des Innern wurden diese Entwürfe unter der Leitung von Emil von Förster überarbeitet. Mit der Errichtung des Neubaues wurde die Union-Baugesellschaft beauftragt.
Die Baubewilligung wurde am 24. Mai 1902 erteilt und bereits am Tag darauf, dem 25. Mai 1902, wurde mit den Aushubarbeiten begonnen. Bezogen wurde das neue Gebäude, das Kaiser Franz Joseph I. am 28. April 1904 besichtigte, im April und Mai dieses Jahres.

### „Liesl“
Bedingt durch die bis 1919 offizielle Adresse Elisabethpromenade bürgerte sich in der Wiener Bevölkerung für das Gebäude, speziell für das Polizeigefangenenhaus, der Spitzname Liesl ein. Noch Jahrzehnte später, 1986, erwähnte Bruno Kreisky, der 1938 dort kurz in „Schutzhaft“ war, die Elisabethpromenade in seinen Memoiren, obwohl die Straße 1938 längst nicht mehr so hieß.

## Architektur

Fassade an der Roßauer Lände

Das Gebäude wurde auf einem Grundstück von 7460 m² erbaut. Davon entfielen
- 2775 m² auf das Amtsgebäude,
- 1402 m² auf das Gefangenenhaus mit 148 Zellen für rund 300 Männer und Frauen,
- 415 m² auf den Wirtschaftshof im Gefangenenhaus,
- 443 m² auf den Bewegungshof im Gefangenenhaus und
- 316 m² auf die Polizeikaserne.

Die an der Straßenseite rund 170 m lange Fassade des fünfgeschoßigen Gebäudes mit einer Gesamtfläche von 4300 m² wurde mit einer nüchternen horizontalen Gliederung versehen und verfügt über mehrfach gestufte Trauflinien. Für die Gestaltung der Fassade wurde gefordert, dass diese, einem Amtshaus entsprechend, ernst und würdevoll sein und sich mit modernen Formen dem Stadtbild anpassen soll.
Die Büroräume wurden nordostseitig, mit Blick auf den Donaukanal, an der Elisabethpromenade situiert, während die Wohnräume, die so konzipiert wurden, dass sie ohne großen Aufwand in zusätzliche Büroräume umgewandelt werden konnten, in dem an der Berggasse gelegenen Trakt errichtet wurden. Der Dachaufbau für die fotografischen Ateliers wurde zur Gruppierung der dem Donaukanal zugewandten Front genutzt, wodurch sich ein großer Mittelrisalit ergab, der gleichzeitig auch den sich ergebenden stumpfen Winkel der Baulinien kaschiert.
Die nicht rechtwinkelige Gebäudeecke an Roßauer Lände 5 und Berggasse 43 wurde als kuppelbekrönter Eckturm (Höhe rund 38 Meter) mit secessionistischen Anklängen ausgeführt. Hier befindet sich auch der Haupteingang, der in ein rundes Vestibül mit einem ausschwingenden Stiegenaufgang führt.
Das Gefangenenhaus im Polizeigebäude an der Elisabethpromenade war der erste derartige Bau in Österreich, dessen Zellen mit WC ausgestattet wurden. Weiters wurden sowohl hier als auch in der Polizeidirektion am Schottenring Postämter eingerichtet, so dass der Transport eiliger Dokumente auch per Rohrpost möglich war.
Während des Zweiten Weltkriegs wurde das Polizeigebäude schwer beschädigt, in den Nachkriegsjahren aber wieder aufgebaut.

## Gefangene

Innenansicht des Einzelzellentraktes (ca. 1904)

Während der Zeit des Austrofaschismus und der darauffolgenden Periode des Nationalsozialismus in Österreich wurden neben verhafteten Kriminellen auch zahlreiche politische Gefangene hier inhaftiert. Während der NS-Zeit wurden die meisten der Regimegegner von hier zum Verhör ins nur acht Häuserblöcke entfernte Gestapo-Hauptquartier im ehemaligen Hotel Métropole am Morzinplatz gebracht.

### Bekannte Häftlinge
- Widerstandskämpferin Maria Fischer[3]
- Otto Glöckel[4][5]
- Bruno Kreisky,[6]
- Hans Landauer
- Rudolfine Muhr[7]
- Paul Martin Neurath,[8]
- Franz Olah,[9]
- Otto Skritek[10]
- Lothar Elbogen[11]
- Julius Tandler[12]
- Heinrich Zeder[13]

Der in der Zeit des Austrofaschismus 1936 hier inhaftierte nationalsozialistische Student Edgar Traugott konnte 1940 das Erinnerungsbuch Elisabethpromenade 7/9 – Aufzeichnungen eines politischen Häftlings herausbringen. (Das NS-Regime setzte die staatliche Verfolgung von Nationalsozialisten in Österreich vor 1938 gezielt als politisches Thema ein.)

## Polizeimuseum
Das Wiener Polizeimuseum entstand aus einer 1898 veranstalteten Ausstellung aus Anlass des 50-Jahre-Regierungsjubiläums von Kaiser Franz Joseph I. 1899 wurde das k.k. Polizeimuseum in einigen Räumlichkeiten in der Polizeidirektion am Schottenring 11 eröffnet und 1904 in das neue Gebäude an der damaligen Elisabethpromenade übersiedelt. Nach dem „Anschluss“ Österreichs an das Dritte Reich wurde das Polizeimuseum aufgelöst, die Bestände wurden ausgelagert und die Räumlichkeiten anderweitig genutzt.
Als Kriminalpolizeiliches Museum der Bundespolizeidirektion Wien wurde das Museum 1984 wieder ins Leben gerufen und nach der Zusammenlegung mit dem 1973 gegründeten Österreichischen Kriminalmuseum im Schloss Scharnstein besteht es als Wiener Kriminalmuseum seit Ende 1991 als Museum für das allgemeine Publikum in der Großen Sperlgasse im 2. Bezirk, der Leopoldstadt.